# Phaeotrichosphaeria hymenochaeticola
Phaeotrichosphaeria hymenochaeticola är en svampart som beskrevs av Sivan. 1983. Phaeotrichosphaeria hymenochaeticola ingår i släktet Phaeotrichosphaeria, ordningen kolkärnsvampar, klassen Sordariomycetes, divisionen sporsäcksvampar och riket svampar.   Inga underarter finns listade i Catalogue of Life.